# Charles Dubois
Pour les articles homonymes, voir Dubois et Charles Dubois (réalisateur).
Charles Dubois, né le 23 juillet 1834 à Orléans et mort le 14 avril 1911 à Nancy, est un journaliste et écrivain français.

## Biographie
Charles Henri Louis François Dubois commença sa carrière professionnelle dans l'enseignement public en tant que professeur au lycée d'Alger. Néanmoins, à cause d'une maladie, il dut renoncer à l'enseignement et rentra en métropole.
Il se retira en Alsace, chez son père, occupant alors le poste de secrétaire de la Faculté de médecine de Strasbourg.
Après avoir déposé en vain sa candidature à l'Académie de Stanislas, il en devint associé-correspondant. En parallèle, il écrivit des nouvelles et des critiques littéraires dans les revues et journaux alsaciens.

## Œuvres
Certains ouvrages sont également conservés à la bibliothèque nationale universitaire de Strasbourg. L’Académie de Stanislas a remis à la bibliothèque municipale de Nancy les écrits qu’elle avait reçus de Charles Dubois.
- Rudolf ou l'esclavage à Rome - Dubois Ch. - s. n. ; 1882
- Les Poètes du foyer : Poésies allemandes traduites avec préface et commentaires - Dubois Ch. - Maurice Tardieu ; 1880
- Du droit de transcription sur l'acceptation de remploi : Lettre à M. Armand Demasure, avocat à la Cour de cassation - Dubois Ch. ; 1880
- Contes d'Auteuil - Dubois Ch. - s. n. ; 1878
- Les lis rouges - Dubois Ch. - s. n. ; 1878
- Récits d'un alsacien - Dubois Ch. - Alfred Mame et fils ; 1873
- Madame Agnès : Roman - Dubois Ch. - Blériot ; 1871
- Maître Olivier : épisode du temps de la terreur en Alsace 1875
- Les emplois réservés aux mutilés et aux veuves, aux engagés et aux rengagés : lois des 30 janvier 1923 et 18 juillet 1924. T1, textes et commentaires - Dubois Charles - Berger-Levrault ; 1927
- Les emplois réservés aux mutilés et aux veuves, aux engagés et aux rengagés : lois des 30 janvier 1923 et 18 juillet 1924. T2, Liste alphabétique des emplois réservés - Dubois Charles - Berger-Levrault ; 1927
- Récit du pèlerinage à N.-D. de Benoite-Vaux (diocèse de Verdun) fait sous la conduite de Mgr Trouillet, protonotaire apostolique, curé de la basilique de Saint-Epvre de Nancy, en présence de monseigneur l'évêque de Verdun, le 10 septembre 1885 - Dubois Charles - Impr. Saint-Epvre- Fringnel et Guyot ; 1885
- La grande abbesse d'Andlau sainte Richarde : Légende d'Alsace (IXe siècle) - Dubois Charles ; 1884
- Les deux coupes : nouvelle strasbourgeoise - Dubois Charles - Société bibliographique ; 1879
- Sophie - Dubois Charles - Th. Olmer ; 1876
- Récits d'un Alsacien - Dubois Charles - A. Mame ; 1891
- En haut du donjon, causerie familière sur le Bois de Vincennes et les communes environnantes - Lib. Sausset ; 1891
- La décadence : Étude de critique morale et littéraire - Dubois Charles - F. H. Le Roux ; 1867
- Un vieux conte - Dubois Charles ; s. d.
- Vainqueur d'Hausbergen (Nicolas de Zorn de Bulach) : Étude historique sur la lutte de Strasbourg contre l'évêque Walther de Géroldseck - Dubois Charles - Vagner ; 1867

## Autres travaux
Charles Dubois semble également avoir coopéré avec la Société littéraire de Strasbourg, La Revue catholique d’Alsace, des publications départementales, et la Société d’agriculture, sciences, belles lettres et arts d’Orléans.